# Anadia bitaeniata
Espèce
Statut de conservation UICN

 LC  : Préoccupation mineure
Anadia bitaeniata est une espèce de sauriens de la famille des Gymnophthalmidae.

## Répartition et habitat
Cette espèce est endémique des Andes au Venezuela. On la trouve entre 2 500 et 3 050 m d'altitude. Elle vit dans la forêt de nuage et dans le páramo.

## Publication originale
- Boulenger, 1903 : Descriptions of new lizards in the collection of the British Museum. Annals and magazine of natural history, sér. 7, vol. 12, p. 429-435 (texte intégral).